# شیخ‌لر (آک‌یورت)
شیخ‌لر (به لاتین: Şeyhler) یک منطقهٔ مسکونی در ترکیه است که در اکیورت واقع شده‌است.